# Emanuel Wurm
Pour les articles homonymes, voir Wurm.
Emanuel Wurm (né le 16 septembre 1857 à Breslau et mort le 3 mai 1920 à Berlin) est un homme politique allemand (SPD, USPD) et député du Reichstag. En 1918, il est pendant une courte période secrétaire d'État à l'Alimentation.

## Biographie
Après son diplôme d'études secondaires à Berlin, Wurm étudie la chimie à Breslau de 1876 à 1880. Il prend ensuite la direction des usines de levure pressée au vinaigre de Dresde. En 1883, il passe au magazine pour l'industrie des spiritueux et de la levure comprimée à Vienne en tant que rédacteur en chef. Après avoir été rédacteur en chef du journal Volksfreund pendant un an en 1887/88, il fonde l'association de consommateurs Vorwärts à Dresde en 1888. Dès 1890, il recommence à travailler comme journaliste et devint rédacteur en chef du journal Volkswille à Hanovre. À partir de 1902, il travaille pour Die Neue Zeit et devint la même année président de l' Arbeiterpresse Verein. Sa femme Mathilde est également députée au Reichstag. Il décède des suites d'une opération. Il légue son cerveau au chercheur Oskar Vogt à des fins de recherche.
La Emanuel-Wurm-Strasse à Weimar porte son nom.

## Parti politique

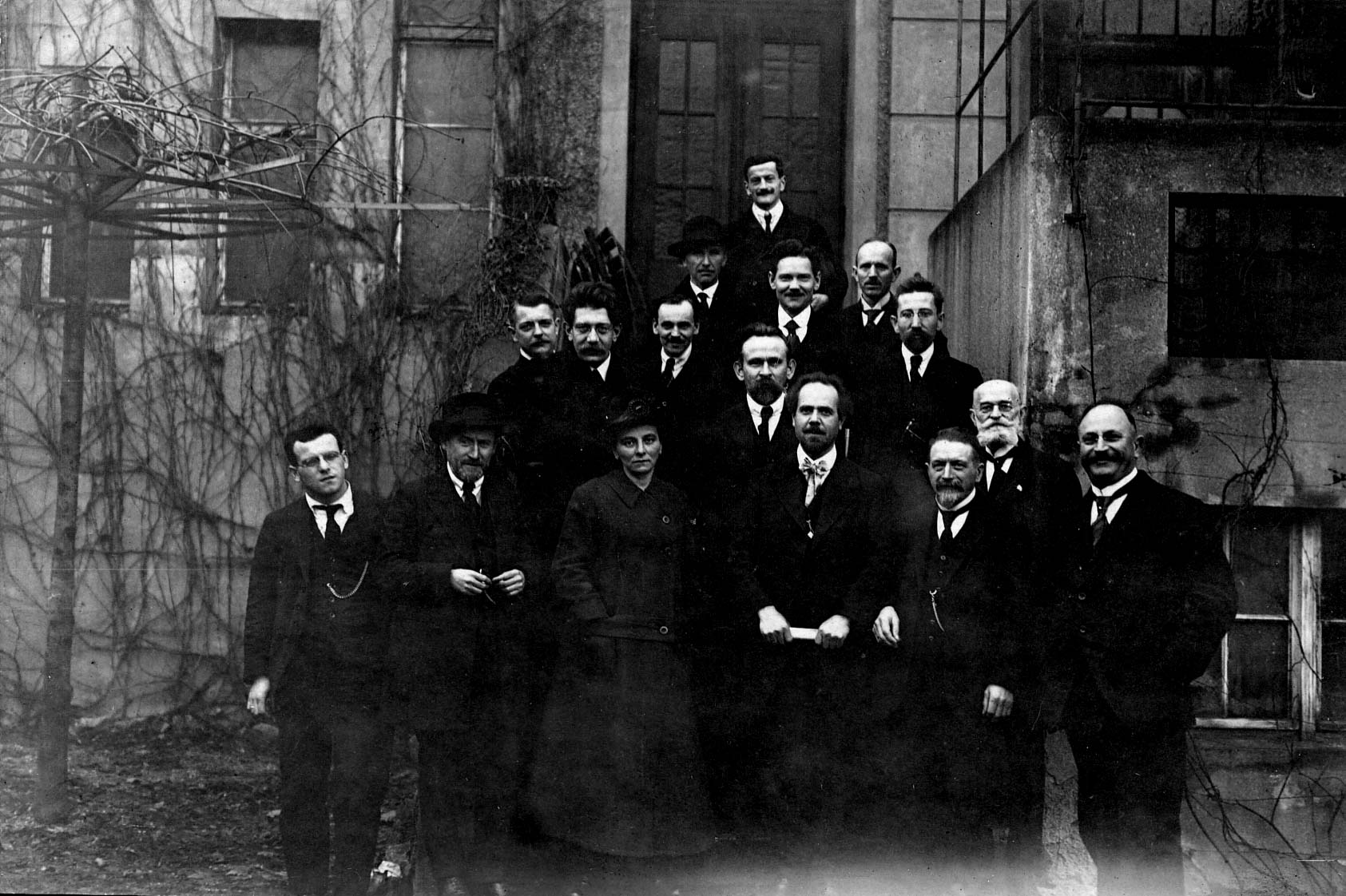
Photographie de groupe à la fin de 1919 avec des membres de l'exécutif du parti USPD et d'autres représentants éminents des sociaux-démocrates indépendants à l'occasion d'une visite de Friedrich Adler (quatrième en partant de la gauche), l'un des principaux représentants de la social-démocratie autrichienne. Parmi les personnes photographiées : Arthur Crispien, Wilhelm Dittmann, Friedrich Adler, Richard Lipinski, Wilhelm Bock, Alfred Henke, Curt Geyer, Fritz Zubeil, Hugo Haase, Fritz Kunert, Georg Ledebour, Arthur Stadthagen, Emanuel Wurm

Wurm est à l'origine membre du SPD. Au début du XXe siècle, il dirige le magazine théorique SPD Die Neue Zeit avec Karl Kautsky et enseigne également à l'école du parti SPD à Berlin. Dans le différend sur l'approbation des prêts de guerre, il rejoint l'USPD nouvellement fondée.

## Député
Wurm est député du Reichstag de 1890 à 1907 en représentant la principauté Reuss branche cadette Après avoir perdu la circonscription aux élections du Reichstag en 1907 au profit de Max Horn (de), il remporte à nouveau la circonscription en 1912 et est député du Reichstag jusqu'en 1918. Il est ensuite membre de l'Assemblée nationale de Weimar jusqu'à sa mort.

## Autres mandats
Lors de la Révolution de novembre, Wurm est secrétaire d'État de l'Office du Reich à l'Alimentation du 14 novembre 1918 au 13 février 1919.

## Publications
- Volks-Lexikon. Nachschlagebuch für sämmtliche Wissenszweige mit besonderer Berücksichtigung der Arbeiter-Gesetzgebung, Gesundheitspflege, Handelswissenschaften, Sozial-Politik. Nebst General-Register. 4 Bände + Register, Verlag Wörlein & Comp., Nürnberg 1894–1899.
- Die Naturerkenntnis im Lichte des Darwinismus. Verlag R. Schnabel, Dresden 1899.
- Gesundheitsschutz in Staat, Gemeinde und Familie. J.H.W. Dietz Nachf., Stuttgart 1901.
- Zur Geschichte der deutschen Fabrikgesetzgebung. Der erste sozialpolitische Versuch in einem deutschen Parlament. Rede von Franz Josef Ritter von Buß (de), badischer Landtagsabgeordneter, im Jahr 1837. Mit einem Geleitwort von A. Bebel, einem biographischen Vorwort von Ad. Geck (de),. Adolf Geck, Offenburg 1905. Rezension online
- Alkoholfrage und Sozialdemokratie. Berlin 1908.
- Die Finanzgeschichte des Deutschen Reiches. Dubber, Hamburg 1910.
- Die Alkoholgefahr. Ihre Ursachen und ihre Bekämpfung. Dubber, Hamburg 1912.
- Die Teuerung, ihre Ursachen und Bekämpfung. Berlin 1915. Digitalisat
- Richtlinien für ein Gemeindeprogramm. Berlin 1919. Digitalisat
- Die Lebenshaltung der deutschen Arbeiter. Schnabel, Dresden 1892.